# Blesmes
Blesmes ist eine französische Gemeinde  mit 473 Einwohnern (Stand: 1. Januar 2022) im Département Aisne in der Region Hauts-de-France. Sie gehört zum Arrondissement Château-Thierry, zum Kanton Château-Thierry und zum Gemeindeverband Région de Château-Thierry. 

## Geografie
Die Gemeinde Blesmes liegt etwa 83 Kilometer ostnordöstlich von Paris und ca. 50 Kilometer südwestlich von Reims an der Marne, die die Gemeinde im Norden begrenzt. Umgeben wird Blesmes von den Nachbargemeinden Gland im Norden, Fossoy im Nordosten und Osten, Saint-Eugène im Südosten, Courboin im Südosten und Süden, Nesles-la-Montagne im Südwesten, Chierry im Westen und Nordwesten sowie Brasles im Nordwesten. 

## Bevölkerungsentwicklung
| Jahr                       | 1962 | 1968 | 1975 | 1982 | 1990 | 1999 | 2006 | 2013 | 2021 |
| Einwohner                  | 246  | 232  | 274  | 352  | 339  | 381  | 379  | 408  | 471  |
| Quellen: Cassini und INSEE |      |      |      |      |      |      |      |      |      |

## Sehenswürdigkeiten

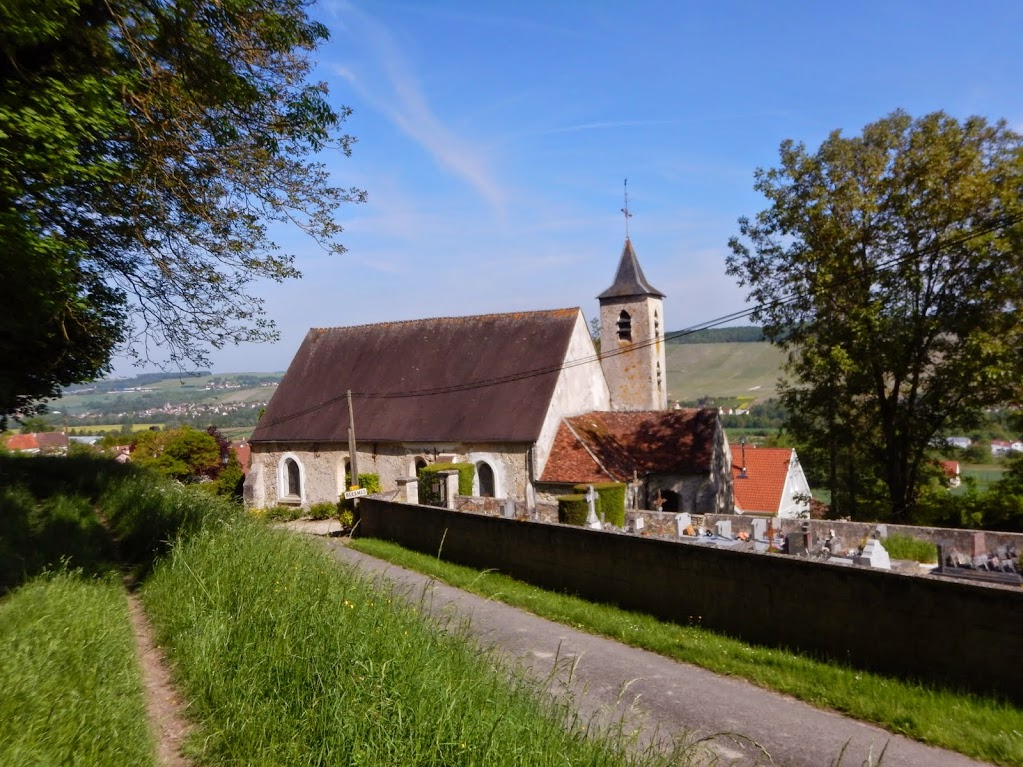
Kirche Saint-Cyr und Sainte-Julitte
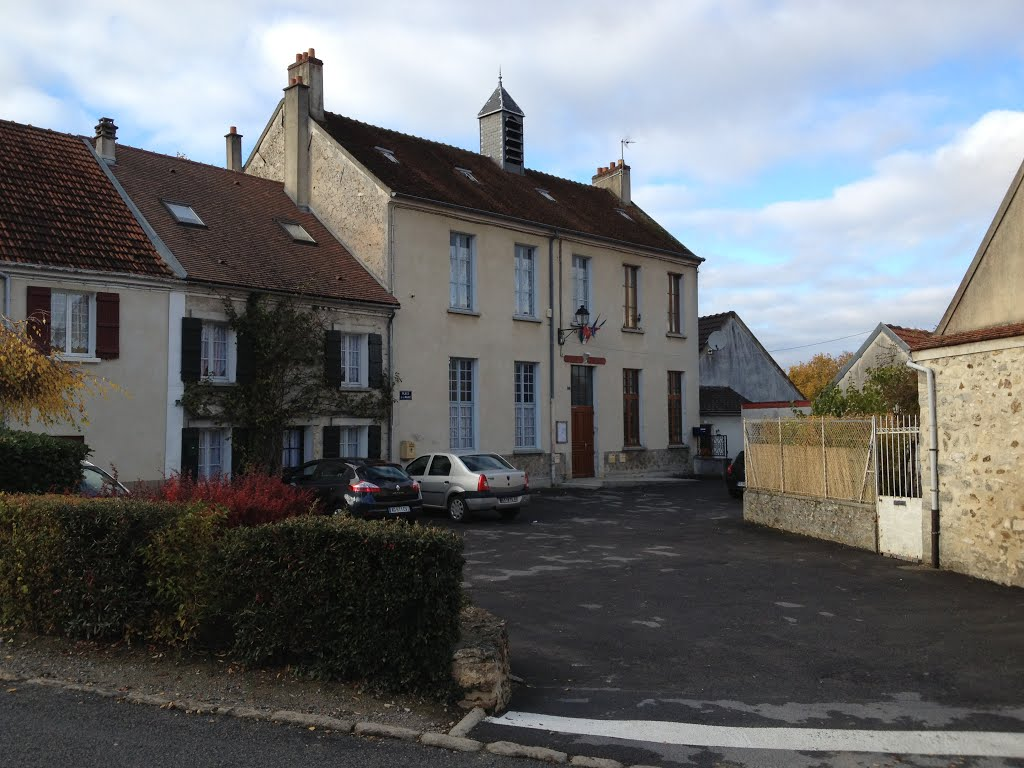
Rathaus (mairie)
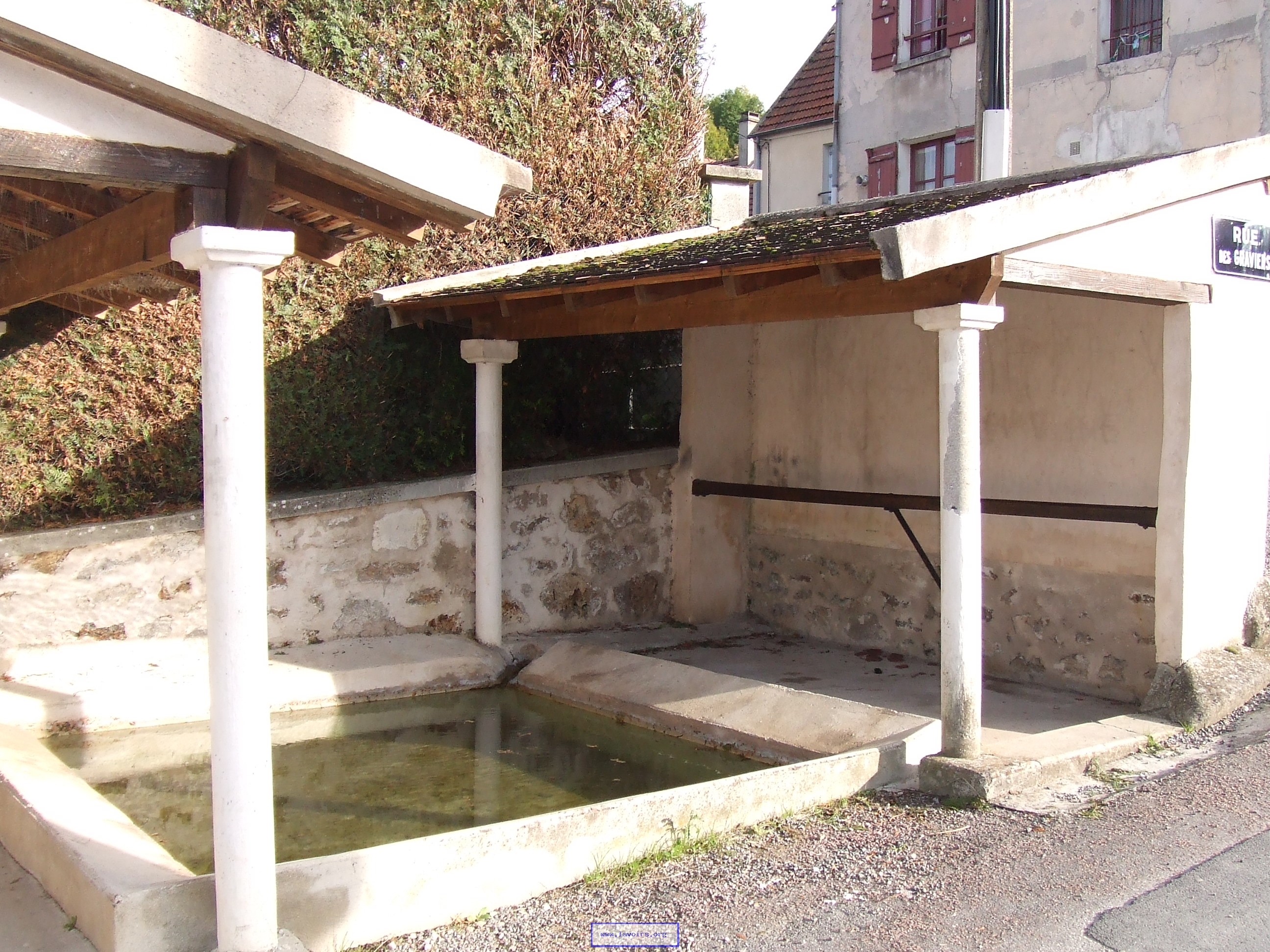
Ehemaliges öffentliches Waschhaus
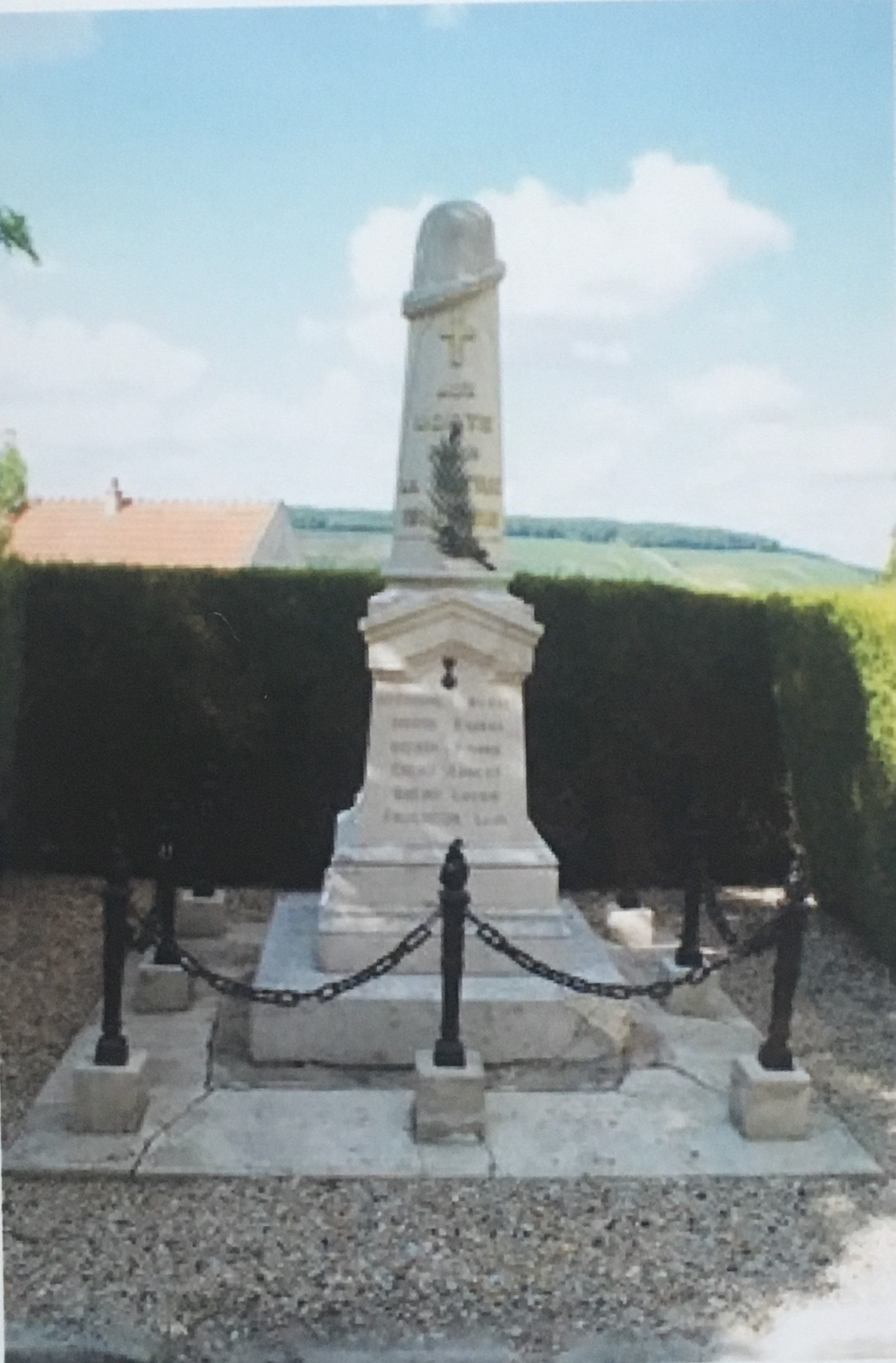
Gefallenendenkmal

- Kirche Saint-Cyr und Sainte-Julitte
- Rathaus (mairie)
- Ehemaliges öffentliches Waschhaus
- Gefallenendenkmal